# 堂満岳
堂満岳（どうまんだけ）は、滋賀県大津市にある標高1,057mの山。別名は近江八景の「比良の暮雪」にちなみ暮雪山。
比良山地の稜線が琵琶湖寄りに張り出したところにあり、山麓や琵琶湖の対岸からよく目立つ。

## 概要
山頂から東側へ琵琶湖に向かって稜線が延びており、堂満東稜道という登山道が整備されている。
途中の標高約500mの地点には、ノタノホリという池があり、モリアオガエルが生息していることで有名である。
東稜の北側と南側は急斜面となっており、それぞれ北壁、南壁と呼ばれている。
山頂付近や北側の金糞峠にかけての尾根にはホンシャクナゲが多く見られる。

## 交通
- 湖西線比良駅